# Джовани Миани
Вижте пояснителната страница за други личности с името Джовани.
Джовани Миани (на италиански: Giovanni Miani) е италиански пътешественик, изследовател на Африка.

## Ранни години (1810 – 1856)
Роден е на 17 март 1810 година в Ровиго, провинция Падуа, Италия. Първоначално се занимава със земеделие, но след това завършва висше образование със специалност география и става преподавател. По-късно се отдава на научна дейност. По това време родния му край е в пределите на Австрия и след поражението на въстанието от 1848 г. е принуден да напусне пределите на страната. Живее в Атина, Измир и други градове, за да стигне през 1856 г. до Египет.
Същата година заминава за Судан, където провежда три експедиции за търсене изворите на Нил и една в междуречието Нил-Конго.

## Ескпедиции в Южен Судан (1856 – 1872)

### Първо пътешествие (1856)
В края на 1856 г., Миани плава нагоре по река Бели Нил до Гондокоро (4°54′ с. ш. 31°40′ и. д. / 4.9° с. ш. 31.666667° и. д.). На базата на своите лични наблюдения и по събрани много неточни сведения за изворите на реката, през 1857 г. в Париж публикува хипотетична „Нова карта на басейна на Нил, показваща общия произход на тази река с реките Зангвебар“. Въпреки че картата е посрещната със законен скептицизъм от европейската географска общественост, тя все пак е повод да се обърне по-голямо внимание на Миани и спомага за спонсориране на нова експедиция възглавявана от него с цел намиране изворите на Нил.

### Второ пътешествие (1859 – 1860)
Организирането на нова експедиция му се отдава през 1859 г. със средства на френското и египетското правителство. Скоро след пристигането на участниците в Хартум, експедицията се разпада. Участниците французи не се погаждат със своя началник италианец и отказват да го съпровождат по-нататък. Въпреки това Миани решава на свой риск да продължи пътешествието си. По това време от Хартум нагоре по реката се отправя малтийският роботърговец Андреа Дебоно и заедно с него през януари 1860 Миани се добира до Гондокоро. Там Миани наема носачи и въоръжен конвой и през февруари тръгва на юг от Гондокоро, успоредно на Бели Нил в търсене на изворите на Нил, но достига само до Нимуле (3°35′ с. ш. 32°04′ и. д. / 3.583333° с. ш. 32.066667° и. д.), поради отказа на носачите да продължат на юг зариди страха от нападения на местните племена.

### Последно пътешествие (1871 – 1872) и смърт
След като получава субсидия от египетското правителство, италианският пътешественик, през март 1871 г. тръгва на юг от Хартум. В Габа-Шаббиле той се присъединява към търговски керван, с който достига до река Роа (ляв приток на Джау), пресича междуречието Роа – Джау, а след това Джау – Тондж. Пресича изворната област на река Тондж и навлиза в басейна на Конго. В началото на февруари 1872 г. Миани и неговите спътници пресичат река Кибали (горното течение на Уеле) между устията на десните ѝ притоци – реките Дунгу и Дуру и след три месеца достигат до резиденцията на местния вожд Мунза на племето мангбету. Оттам продължават на югозапад и достигат до откритата от него река Бомоканди (ляв приток на Уеле). По това време Миани е вече тежко болен и при това се намира в пълна зависимост от съпровождащите го търговци, които определят продължителността на преходите и почивките, ръководейки се от своите търговски интереси без да се съобразяват със здравословното състояние на престарелия пътешественик. На обратния път спътниците му го изоставят на произвола на съдбата. Измъченият от болести и лишен от всякакви средства, нещастният италианец, едва се добира до резиденцията на Мунза, където умира през ноември 1872 година.

## Трудове
- „Le spedizioni alle origini Nilo“, Venezia, 1865;
- „Il viaggio di Giovanni Miani al Monbuttu“, Roma, 1875.